# Neftegorsk (Sahalin)
Neftegorsk (rus. Нефтегорск) a fost un oraș în regiunea Sahalin distrus de un cutremur. Orașul era amplasat la 98 km la sud de centrul raional, Oha. La ultimul recensământ din 1989 au fost înregistrate 3507 de persoane, majoritatea petroliști și familiile lor. La 28 mai 1995, 01:04 ora locală, a avut loc un cutremur cu magnitudinea de 7,6 baluri. Neftegorsk a fost complet distrus, numărul decedaților a constituit aproximativ 2040 persoane . După dezastru localitatea nu a fost reconstruită.